# Michael Crabtree
Michael Alex Crabtree, Jr. (* 14. September 1987 in Dallas, Texas) ist ein ehemaliger US-amerikanischer American-Football-Spieler auf der Position des Wide Receivers. Während seiner elfjährigen Profilaufbahn spielte er u. a. für die San Francisco 49ers, für die er sechs Jahre und im Super Bowl XLVII spielte.

## College
Crabtree, in seiner Jugend auch ein talentierter und erfolgreicher Leichtathlet und Basketballer, erhielt Stipendienangebote von mehreren Universitäten. Er entschied sich für die Texas Tech University und spielte für deren Mannschaft, die Red Raiders, überaus erfolgreich College Football, wobei er insgesamt 41 Touchdowns erzielte.
Obwohl er nur zwei Spielzeiten bestritt, konnte er eine Reihe von Schul-, aber auch landesweiten Rekorden aufstellen. Für seine herausragenden Leistungen wurde er wiederholt ausgezeichnet, darunter etwa mit dem Maxwell Award und gleich zweimal mit dem renommierten Fred Biletnikoff Award.

## NFL

### San Francisco 49ers
Crabtree wurde beim NFL Draft 2009 in der ersten Runde als insgesamt 10. Spieler von den San Francisco 49ers ausgewählt. Da es Schwierigkeiten mit seinem Vertrag gab, kam er in seiner Rookie-Saison erst in Woche 7 zum Einsatz, lief aber in allen 11 verbleibenden Spielen als Starter auf. In den folgenden Saisons konnte er sich als wichtiger Bestandteil der Offense etablieren.
2012 hatte er seine bislang erfolgreichste Spielzeit. Er konnte nicht nur mit seinem Team den Super Bowl XLVII erreichen, in dem Crabtree sogar ein Touchdown gelang, der allerdings dennoch gegen die Baltimore Ravens verloren ging; er selbst konnte erstmals mehr als 1000 Yards Raumgewinn im Passspiel erzielen.
2013 konnte er wegen einer Achillessehnenruptur nur fünf Spiele bestreiten, 2014 lief er wieder zu alter Form auf.

### Oakland Raiders
Am 13. April 2015 unterschrieb er einen Einjahresvertrag bei den Oakland Raiders. Nachdem seine Saison mit neun Touchdowns ausgezeichnet verlaufen war, wurde der Vertrag im Dezember 2015 um weitere vier Jahre verlängert.
Am 15. März 2018 wurde er nach drei Jahren freigestellt.

### Baltimore Ravens
Am 16. März 2018 unterschrieb Crabtree einen Dreijahresvertrag bei den Baltimore Ravens. Er fing jedoch mit 54 Pässen für 609 Yards und drei Touchdowns die wenigsten Pässe seit seiner Rookiesaison und führte mit acht fallen gelassenen Pässen (Drops) die Liga an. Er wurde daraufhin am 25. Februar 2019 entlassen.

### Arizona Cardinals
Im August 2019 unterschrieb Crabtree einen Einjahresvertrag bei den Arizona Cardinals. Dort konnte er jedoch die Erwartungen nicht erfüllen und wurde bereits nach drei Regular-Season-Spielen wieder entlassen.